# 九四式一号無線機
九四式一号無線機（きゅうよんしきいちごうむせんき）は、大日本帝国陸軍の開発した遠距離用大型無線機である。機能は電信機能のみであり、通信可能距離は500km、全備重量は1.5t、自動貨車または大型の輜重車に車載して運用した。

## 解説
本無線機は通信隊用機材であり、1931年（昭和6年）から審査を開始した。研究方針は以下の通りである。この無線機は短波を主に使用することとされ、電信通信距離500kmを目標とした。移動に関しては三駢車（さんべんしゃ。馬車に対し、馬を並列に三匹つける）3輌または自動貨車2輌、4馬曳き輜重車に分載することが目指された。
- 1932年（昭和7年）8月、試作機を自動貨車に乗せて試験し機動性を確認した。またこのとき時局から応急に装備品を整え、一線で実用した。
- 1933年（昭和8年）、四馬曳輜重車に分載することを諦め、方針から削除。第二次試作に着手した。改良点は真空管と水晶を改良、送信調整を容易化したことである。また受信機をスーパーヘテロダイン式に改良。7月、満州北部にて雨期と炎熱期に試験を行い、500km圏内での同時送受信を実施した。通信は容易だった。
- 1934年（昭和9年）1月、満州北部で冬期試験を実施した。結果、900km圏内での同時送受信が容易で、送受信機能はおおむね良好だった。しかし発動機に故障が多く、取扱いと運転にも大きな注意が必要だった。自動貨車による運用は部隊との随伴を可能とし、作戦上の要求を満たした。6月、繋駕車輌による運搬試験を行った。
- 1935年（昭和10年）3月、兵器採用検査に基づいて短期製造可能であることを確認。11月、仮制定にあたり陸軍技術本部の意見を求めたが異存はなく、12月には仮制式制定が上申された。

## 構成
全備重量1,500kgの大型無線機であるため自動貨車もしくは馬車により牽引された。無線機本体は通信機、発電装置、空中線材料、属品と材料で構成される。また通信機は送信装置と受信装置で構成された。
送信装置内容
- 送信機・水晶制御または主発振によって電信送信を行う。周波数範囲は950から8,900キロサイクル毎秒。
- 付属品・電鍵、手入れ具など。
- 予備品・交換用部品など。
- 材料

受信装置内容
- 受信機・拡大および検波性能を持つ。周波数範囲は140から15,000キロサイクル毎秒。
- 付属品・受話器、手入れ具など。
- 予備品・交換用部品。
- 材料

発電装置内容
- 発動発電機は発動機と高圧・低圧直流発電機および励磁機を直結、配電盤で制御するものである。
  - 発動機・縦型空冷式単気筒二行程のもので、毎分3,000回転時に出力4.5馬力を発揮した。
  - 高圧直流発電機・定格出力1.7キロワット、定格電圧1,000ボルトおよび2,000ボルト、定格電流0.85アンペア。回転数は発電機と同じ。
  - 低圧直流発電機・定格出力は心線電源用300ワット、グリッド偏移電圧用50ワット。定格電圧は心線電源用12ボルト、グリッド偏移電圧用400ボルト。定格電流は心線電源用25アンペア、グリッド偏移電圧用0.125アンペア。回転数は発電機と同じ。
  - 励磁機・定格出力90ワット。定格電圧100ボルト。定格電流0.9Aアンペア。回転数は発電機と同じ。
  - 配電盤・電力配給、電圧と電流の制御に用いた。
- 付属品・回転計、分解工具など。
- 予備品・交換用部品。

空中線材料
- 空中線として35m長のワイヤーが用いられた。この空中線は12m高の電柱2本によって支持される。また地線として同じ長さのワイヤー数本が地面に設置される。
- 照明用具・携帯式小型電灯。
- 計測器類・絶縁計、巻尺。
- 遠操装置・送信操縦用の操縦機、中継器、ほか。
- 箱 収容用途、17個。
- 材料・補修用品。